# Strada statale 55 dell'Isonzo
La strada statale 55 dell'Isonzo (SS 55), strada regionale 55 dell'Isonzo (SR 55) nel tratto tra San Giovanni di Duino e Sablici, è un'importante strada statale e regionale italiana.

## Percorso
Inizia a San Giovanni di Duino (frazione del comune di Duino-Aurisina, provincia di Trieste), all'inizio della località dipartendosi dalla strada statale 14 della Venezia Giulia e termina alla periferia sud di Gorizia. Viene chiamata anche "Strada del Vallone" in quanto corre lungo il cosiddetto Vallone di Gorizia, un'ampia frattura del compatto altipiano carsico che inizia a Monfalcone, nella zona del Lisert e termina nel comune di Savogna d'Isonzo.

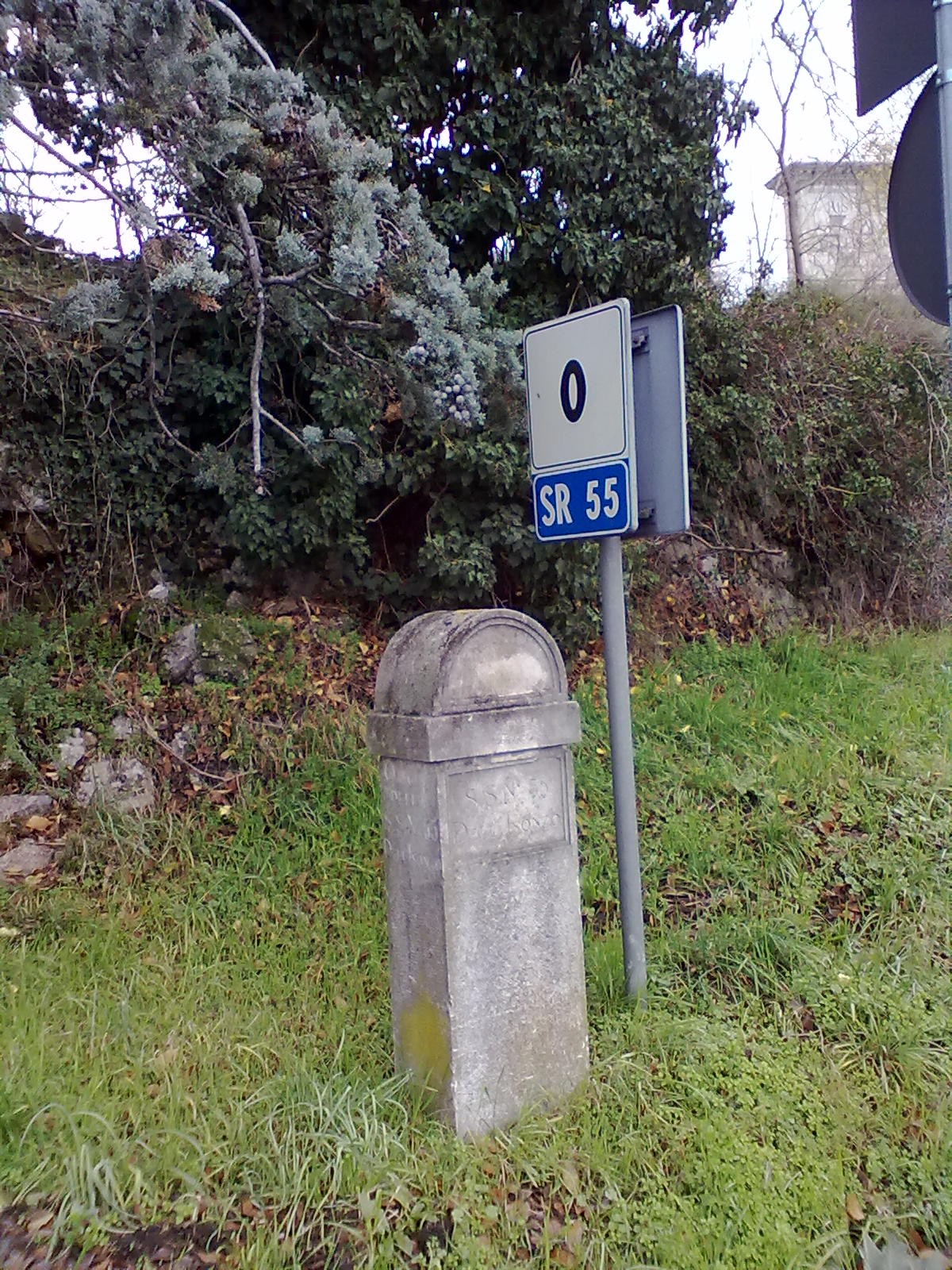
Il km 0 presso San Giovanni di Duino

Attraversa i borghi di Jamiano, da cui si diparte la strada statale 519 di Iamiano, Bonetti, Visentini, Devetachi (da cui inizia la strada statale 518 di Devetaki) Gabria, Rupa, attraversa il fiume Vipacco, e termina nei pressi dell'aeroporto civile di Merna e del cimitero di Gorizia.

Il tracciato della strada nel 1928

Il tracciato originale, decurtato nel 1947 in seguito ai noti eventi bellici, prevedeva il proseguimento della strada da Gorizia lungo l'alta valle dell'Isonzo, con l'attraversamento degli abitati di Canale d'Isonzo e Tolmino, fino all'innesto presso Caporetto con la strada statale 54 del Friuli. L'itinerario era: "Innesto con la n. 14 presso Duino - Jamiano - Merna - Gorizia - Bivio di Uznik - Innesto a Caporetto con la n. 54".
Dal 1º gennaio 2008 la competenza sul tratto tra la chilometrica 0 e Sablici (innesto col raccordo SS 14/55) è passata alla regione Friuli-Venezia Giulia che la gestisce tramite la Friuli Venezia Giulia Strade S.p.A.